# Nicholas Pike
Nicholas Pike (Warwickshire, 1955) è un compositore inglese.
Ha composto musiche per film, serie televisive e documentari.

## Filmografia parziale

### Cinema
- Critters 2 (Critters 2:The Main Course), regia di Mick Garris (1988)
- C.H.U.D. II: Bud the Chud, regia di David Irving (1989)
- I sonnambuli (Sleepwalkers), regia di Mick Garris (1992)
- Finché dura siamo a galla (Captain Ron), regia di Thom Eberhardt (1992)
- Ho trovato un milione di dollari (Blank Check), regia di Rupert Wainwright (1994)
- Return to Me, regia di Bonnie Hunt (2000)
- La corsa di Virginia (Virginia's Run), regia di Peter Markle (2002)
- Love Object, regia di Robert Parigi (2003)
- The I inside, regia di Roland Suso Richter (2004)
- Riding the Bullet, regia di Mick Garris (2004)
- Checking Out, regia di Jeff Hare (2005)
- It's Alive, regia di Josef Rusnak (2008)
- Blood and Bone, regia di Ben Ramsey (2009)

### Televisione
- Miami Vice - serie TV, 1 episodio (1988)
- Freddy's Nightmares (Freddy's Nightmares: A Nightmare on Elm Street: The Series) - serie TV, 44 episodi (1988-1990)
- I racconti della cripta (Tales from the Crypt) - serie TV, 10 episodi (1989-1996)
- Shining (The Shining) - miniserie TV (1997)
- Una mamma quasi perfetta (Life with Bonnie) - serie TV, 41 episodi (2002-2004)
- Masters of Horror - serie TV, 2 episodi (2005-2006)

## Premi
- Sitges - Catalonian International Film Festival - vinto nel 1988 per Critters 2 (miglior musica)[1]
- OFTA Television Award - vinto nel 1997 per Shining (miglior musica e miglior tema musicale per una miniserie)[2]
- Elmer Bernstein Award al Woodstock Film Festival - vinto nel 2003 per Love Object[3]